# Női 10 méteres toronyugrás a 2015-ös mű- és toronyugró-Európa-bajnokságon
A 2015-ös mű- és toronyugró-Európa-bajnokságon a női 10 méteres toronyugrás versenyszámát június 10-én rendezték meg a Neptun Swimming Poolban.
Az Eb aranyérmét az ukrán Julija Prokopcsuk érdemelte ki 327,50 ponttal. A franciák sportolója, Laura Marino a második helyen végzett, míg a bronzérmet az olasz színekben induló Bátki Noémi szerezte meg.
A döntőben Kormos Villő előrelépett a – 16 indulót felvonultató – selejtezőhöz képest, ahonnan még döntőbe jutást érő 12. hely birtokosaként (a norvég Anne Vilde Tuxennel azonos pontszámot elérve) jutott tovább. A bemutatott öt ugrására 264,15 pontot kapott, ami a 10. hely megszerzésére volt elegendő.
Női toronyugrásban nevezték Reisinger Zsófiát is, ám mivel már Rostockban, az Eb színhelyén edzés közben kisebb sérülést szenvedett, a szakvezetés visszaléptette a versenytől.

## Versenynaptár
Az időpontok helyi idő szerint olvashatóak (GMT +01:00).
| Dátum                    | Időpont | Forduló   |
| ------------------------ | ------- | --------- |
| 2015. június 10., szerda | 13:00   | Selejtező |
| 2015. június 10., szerda | 17:30   | Döntő     |

## Eredmény
| #  | Versenyző            | Ország                   | Selejtező | Selejtező | Döntő  | Döntő   |
| #  | Versenyző            | Ország                   | Pontok    | Rangsor   | Pontok | Rangsor |
| -- | -------------------- | ------------------------ | --------- | --------- | ------ | ------- |
|    | Julija Prokopcsuk    | Ukrajna (UKR)            | 313,65    | 2         | 327,50 | 1       |
|    | Laura Marino         | Franciaország (FRA)      | 316,00    | 1         | 323,60 | 2       |
|    | Bátki Noémi          | Olaszország (ITA)        | 275,20    | 6         | 323,30 | 3       |
| 4  | Julija Tyimosinyina  | Oroszország (RUS)        | 261,50    | 8         | 322,20 | 4       |
| 5  | Darja Govor          | Oroszország (RUS)        | 276,20    | 5         | 301,50 | 5       |
| 6  | Hanna Krasznoslik    | Ukrajna (UKR)            | 277,45    | 4         | 293,85 | 6       |
| 7  | Georgia Ward         | Egyesült Királyság (GBR) | 287,20    | 3         | 284,80 | 7       |
| 8  | Mara Elena Aiacoboae | Románia (ROU)            | 253,50    | 11        | 267,10 | 8       |
| 9  | Celine van Duijn     | Hollandia (NED)          | 258,90    | 9         | 265,05 | 9       |
| 10 | Kormos Villő         | Magyarország (HUN)       | 252,30    | 12        | 264,15 | 10      |
| 11 | Alaïs Kalonji        | Franciaország (FRA)      | 254,00    | 10        | 257,50 | 11      |
| 12 | Maria Kurjo          | Németország (GER)        | 271,80    | 7         | 228,75 | 12      |
| 13 | Anne Vilde Tuxen     | Norvégia (NOR)           | 252,30    | 12        | 222,50 | 13      |
|    |                      |                          |           |           |        |         |
| 14 | Lois Toulson         | Egyesült Királyság (GBR) | 252,10    | 14        |        |         |
| 15 | Elena Wassen         | Németország (GER)        | 243,55    | 15        |        |         |
| 16 | Isabelle Svantesson  | Svédország (SWE)         | 221,05    | 16        |        |         |